# Dornot
Dornot korábbi község Franciaországban, Moselle megyében. Lakosainak száma 169 fő (2018. január 1.). Dornot Corny-sur-Moselle, Novéant-sur-Moselle és Ancy-sur-Moselle községekkel határos.
2016. január 1-jén Ancy-sur-Moselle korábbi községgel egyesült és az így létrejött Ancy-Dornot új község része lett..

## Népesség
A település népességének változása:
| Lakosok száma | 209  | 195  | 179  | 181  | 186  | 192  | 196  | 189  | 172  | 169  |
|               | 1962 | 1968 | 1982 | 1990 | 1999 | 2008 | 2011 | 2013 | 2017 | 2018 |